# Sophie (cântec)
„Sophie” este primul single extras de pe cel de-ai doilea album de studio al lui Maximilian, Maxim, am spus!!!. A fost lansat pe situl oficial al artistului în noaptea de 15 spre 16 mai 2011. Este o piesă hip hop, interpretată în colaborare cu compozitorul și cântărețul MefX. Poziția maximă atinsă de „Sophie” în Romanian Top 100 a fost cea cu numărul 7.
Single-ul a beneficiat și de un videoclip în regia lui Matei Pleșa. A fost filmat acasă la Maximilian, având-o în rolul principal pe o prietenă a interpretului. Premiera videoclipului a avut loc la postul de televiziune Music Channel.
Videoclip:
Maximilian - Sophie (feat MefX) (videoclip oficial)
Single extras de pe albumul "Maxim, am spus!!!"
Regizor: Matei Pleșa
Text: Maximilian / MefX
Muzica: MefX
Mix: Grasu XXL @ Okapi Sound
Master: Cristi Dobrică
Casă producție: Okapi Sound
Label: MusicExpertCompany
Claudiu Husaru, cunoscut sub numele de Maximilian, (n.22 octombrie 1980), este un cântăreț român de muzică hip hop. El este născut în Bacău, și-a început cariera muzicală în 1988 alături de formația Mahsat.
Primul album solo al lui Maximilian, Volumu' la Maxim...ilian!!!, a fost lansat oficial pe 22 octombrie 2008 pe site-ul oficial al artistului și poartă numele primului single promovat, „Volumu' la Maxim... ilian!!!
Al doilea album solo al său se va intitula Maxim, am spus!!!, data lansării nefiind încă stabilită. Single-urile care-l promovează sunt: „Aseară... (Haș-Haș)”, „Maxim, am spus!!!” (în colaborare cu DOC) și „Sophie” cu MefX.[8]
Serialul "Fete Bune" a beneficiat de acest Single, atât ca intro-ul emisiuni cât și de muzică după fundal.

## Poziția în clasamente
| Clasamentul      | Poziția maximă | Referință |
| ---------------- | -------------- | --------- |
| Romanian Top 100 | 7              | [ 3 ]     |

Autori> Maximilian, Cerebel, Grasu XXL